# بويان بوغدانوفيتش
بويان بوغدانوفيتش (بالكرواتية: Bojan Bogdanović)‏ مواليد 18 أبريل 1989، هو لاعب كرة سلة كرواتي يلعب مع فريق بروكلين نتس في الرابطة الوطنية لكرة السلة ويحمل الرقم 44. يبلغ طوله 6 قدم 8 بوصة (2.0 م).

## فرق لعب لها
- بروكلين نتس

## روابط خارجية
- بويان بوغدانوفيتش على موقع الاتحاد الدولي لكرة السلة (الإنجليزية)
- بويان بوغدانوفيتش على موقع الدوري الأوروبي لكرة السلة (الإنجليزية)
- بويان بوغدانوفيتش على موقع إن بي أي (الإنجليزية)
- بويان بوغدانوفيتش على موقع سبورتس رفرنس (الإنجليزية)
- بويان بوغدانوفيتش على موقع الدوري الإسباني لكرة السلة (الإسبانية)
- بويان بوغدانوفيتش على موقع كرة السلة الأوروبية.كوم (الإنجليزية)
- بويان بوغدانوفيتش على موقع إي إس بي إن.كوم (الإنجليزية)
- بويان بوغدانوفيتش على موقع ريلجم (الإنجليزية)
- بويان بوغدانوفيتش على موقع بروبوليرز (الإنجليزية)
- بويان بوغدانوفيتش على موقع سبورتس رفرنس (الإنجليزية)